# Coatlán del Río
Coatlán del Río est une ville de l'état mexicain de Morelos

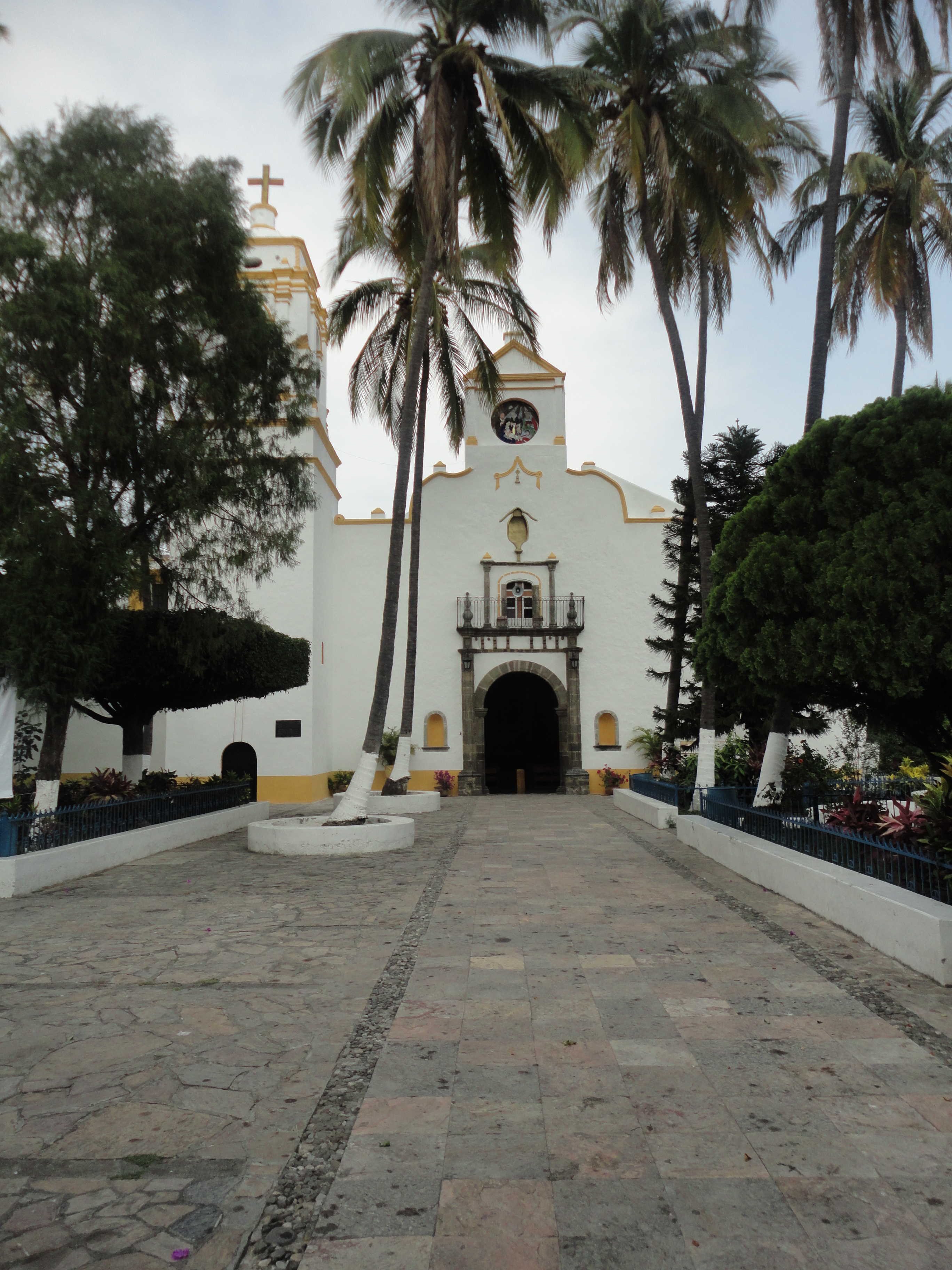
L'Épiphanie du Seigneur Paroisse de Coatlán

La ville s'élève à une hauteur moyenne de 1,010 mètres au-dessus du niveau de la mer.
La ville sert de siège municipal pour la municipalité environnante du même nom.
La municipalité a annoncé 9,356 habitants dans le recensement de l'année 2000.